# Leptocentrus amoenus
Leptocentrus amoenus är en insektsart som beskrevs av Capener 1968. Leptocentrus amoenus ingår i släktet Leptocentrus och familjen hornstritar. Inga underarter finns listade i Catalogue of Life.